# Флавій Іпатій (консул 359 року)
Флавій Іпатій (Гіпатій) (*Flavius Hypatius, д/н — після 383) — державний діяч пізньої Римської імперії.

## Життєпис
Син Флавія Євсебія, консула 347 року. Народився у Фессалоніках. Здобув ґрунтовну освіту, відзначався своїм красномовством. Своїй кар'єрі завдячує шлюбу сестри Євсебії з імператором Констанцієм II.
359 року призначається консулом разом з братом Євсебієм. 360 року після смерті сестри вплив Іпатія та його роду знизився.
На відміну від брата продовжив кар'єру за часів імператора Юліана. 363 року стає вікарієм міста Рим. також ймовірно отримав ранг патркиія. 364 року після сходження на трон Валентиніана I повернувся до Константинополя. Невдовзі разом з братом Євсебія отримав якусь посаду в Антіохії.
371 року Геліодор, фаворит імператора Валента, звинуватив Іпатія та його брата у змові проти імператора. Проте не виявлено доказів, але братів було відправлено у заслання. Лише після смерті Геліодара обидва повернулися до Константинополя.
378 року після загибелі Валента перейшов на службу до імператора Граціана. Останній призначив Іпатія міським префектом Риму з наданням титулу ілюстрій. При його вступі на посаду були оголошено декілька панегіриків, зокрема другом Іпатія Лібанієм, чий панегірик зберігся до тепер. Перебував на посаді до 5 квітня 379 року. За цим повернувся до Константинополя, де увійшов до місцевого сенату.
382 року призначено преторіанським префектом Італії і Іллірику. Перебував на посаді до 383 року. під час каденції твердо виконував закони імператора, спрямовані проти поган і єретиків. Подальша доля невідома.